# Villa Las Estrellas
Villa Las Estrellas és el nom que rep el nucli poblacional civil que Xile posseeix en la Base President Eduardo Frei Montalva, situada en la península Fildes de l'illa Rei Jordi en l'arxipèlag de les Shetland del Sud a l'Antàrtida. Està situada a 950 km al sud-est de Port Williams, localitat de la qual depèn administrativament.
Al costat del Fortí Sergent Cabral de la Base Esperanza de l'Argentina, són els únics establiments de l'Antàrtida on hi ha personal rellevat anualment complint funcions militars, científiques o de servei acompanyats de les seves famílies. Uns 300 nens en total van concórrer a l'escola de Vila Les Estrelles durant 33 anys fins al seu tancament al novembre de 2018. Els 5 nens i 2 mestres de la dotació 2018 no van ser rellevats per altres a causa de la deterioració de les instal·lacions.

## Descripció
Els primers 18 habitants de la localitat van arribar al lloc el 15 de febrer de 1984, mentre que va ser fundada oficialment el 9 d'abril de 1984. Forma part del complex de la Base Frei Montalva, dependent de la Força Aèria de Xile, el que està conformat pel Centre Meteorològic Antàrtic President Eduardo Frei Montalva, la Base Aèria Tinenta Rodolfo Marsh Martín i la Villa Les Estrellas.
La vila està composta per aproximadament 18 mòduls. D'aquests, 14 són habitatges d'entre 72 i 90 metres quadrats, que habiten famílies de funcionaris de la Força Aèria de Xile, de la Direcció General d'Aeronàutica Civil (DGAC), científics i professors, els quals romanen entre un i dos anys en el lloc. Dos mòduls estan habilitats per a la dotació de la FACH i 1 mòdul està habilitat per a les visites de tècnics i professionals. La població varia d'uns 80 habitants a l'hivern a més de 150 a l'estiu.
La vila pertany a la comuna Antàrtica Xilena, la que al costat de la comuna de Cap d'Hornos, formen la província Antàrtica Xilena. Per als efectes administratius i electorals, la comuna Antàrtica integra una agrupació comunal amb la de Cap d'Hornos, per la qual cosa no tria autoritats pròpies. La capital designada de la comuna Antàrtica és Port Covadonga, nom civil de la Base General Bernardo O'Higgins.

## Serveis

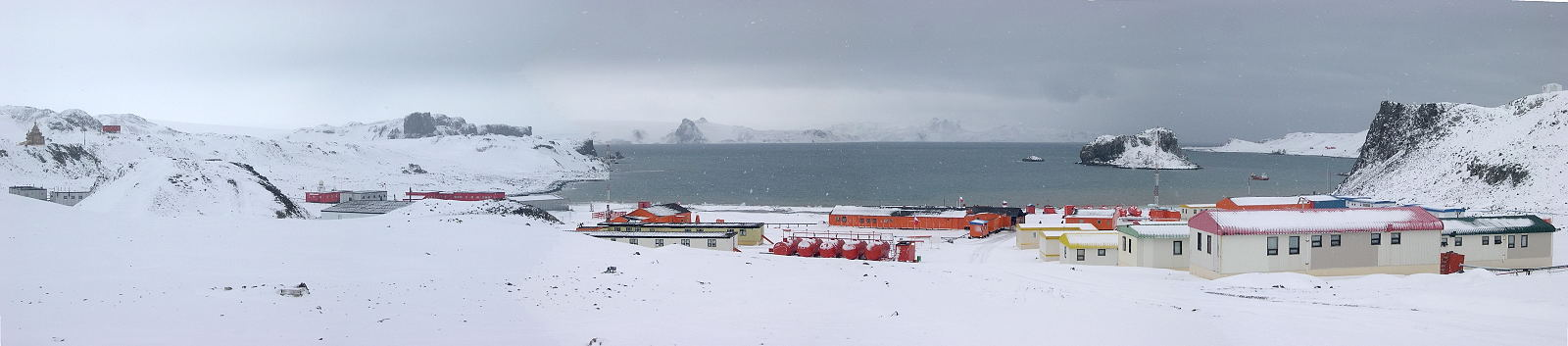
Villa Las Estrellas vista cap a la badia des d'alt de la localitat.

Entre les seves instal·lacions la vila compta amb els següents serveis:
- Escola F-50 "Villa Las Estrellas": fins al tancament de l'escola a fins de 2018, dos professors van ser els responsables d'impartir l'educació primària (1r a 8è grau d'Ensenyament General Bàsic) als entre 5 i 15 nens de Villa Las Estrellas, en aquesta escola que depèn del Ministeri d'Educació. Compten amb el suport de moderns equips de computació, la qual cosa li permet estar incorporada a la Xarxa Enllaços.

- Hospital: depèn de la Força Aèria de Xile i compte en forma permanent amb un metge i un infermer. Està dotat de modern instrumental: equip de raigs X, laboratori, quiròfan, equip d'anestèsia, esterilitzador i farmàcia. Hi ha dos llits per a hospitalitzats i es disposa d'una clínica dental. En Villa las Estrellas va néixer el primer xilè antàrtic: Juan Pablo Camacho el 21 de novembre de 1984.[4] Mitjançant un projecte tecnològic que s'està implementant recentment amb personal de l'Institut Antàrtic Xilè i de la Universitat de Xile, en casos d'urgència -mitjançant un enllaç satel·litari- es poden enviar fotografies d'afeccions a la pell o d'anomalies oculars, imatges d'electrocardiogrames, radiografies, etc., a centres de salut especialitzats situats a Santiago, o entitats de l'Argentina, Alemanya i Itàlia, vinculats al projecte, els que col·laboren en el diagnòstic i suggereixen el tractament. L'equipament que disposa l'hospital permet efectuar unes certes operacions d'urgència.

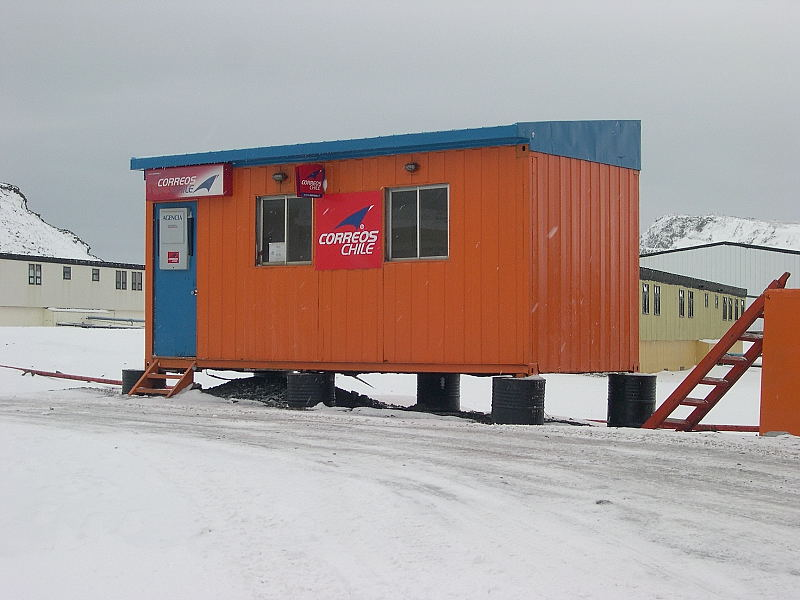
Oficina de Correos de Chile a la Villa Las Estrellas

- Oficina de Correos de Chile a la Villa Las EstrellasOficina del Servei de Registre Civil i Identificació de Xile: el cap de la base, donat el cas, s'exerceix com a oficial de Registre Civil amb totes les atribucions inherents a aquest càrrec. La seu del Registre Civil en l'Antàrtica Xilena es troba en la Villa Las Estrellas des de 1986, estant situada anteriorment en la base Arturo Prat.[5]

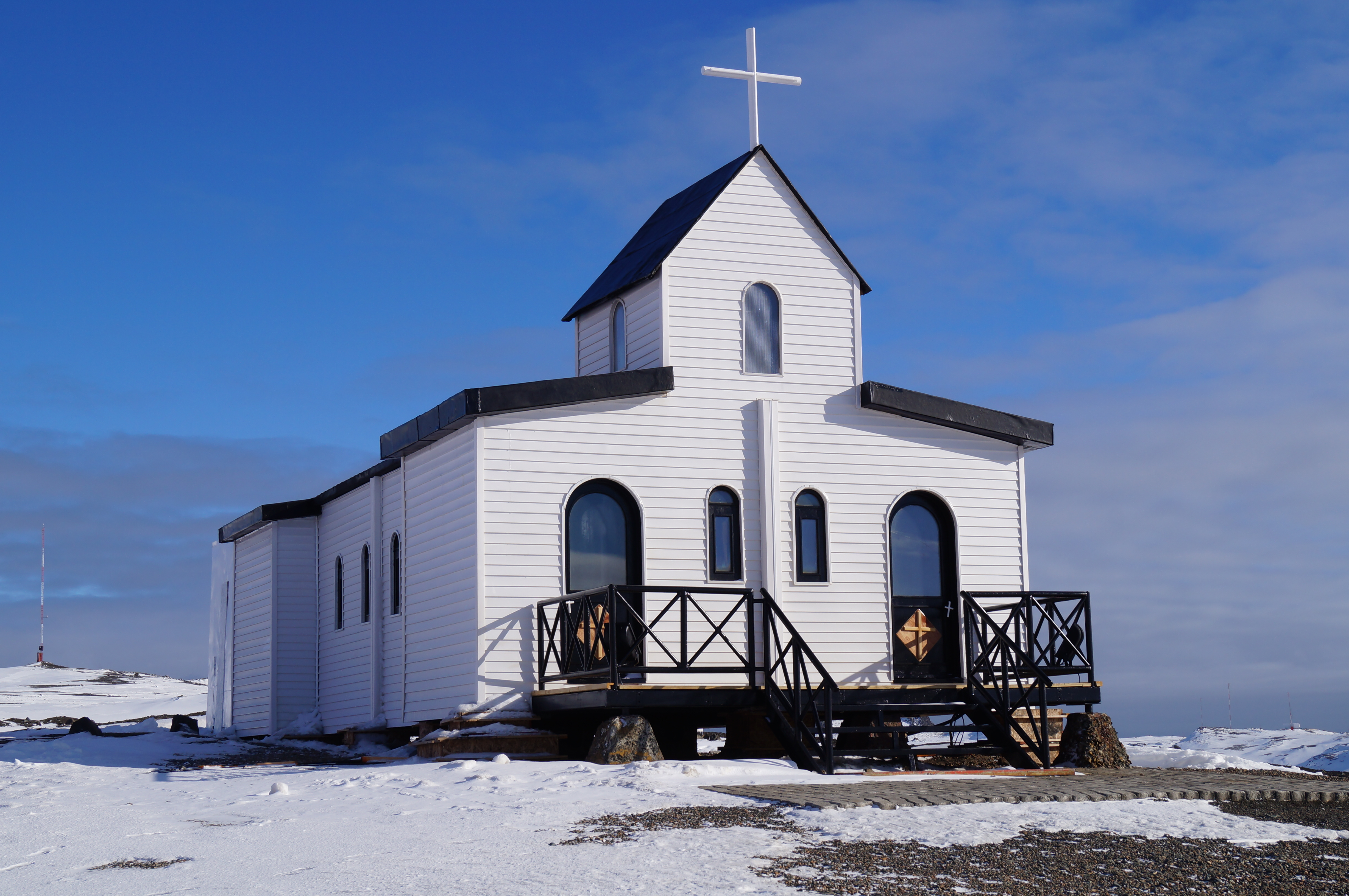
Capilla de Santa Maria Reina de la Pau.

- Capilla de Santa Maria Reina de la Pau.Oficina de Correus: depèn de l'Empresa de Correus de Xile i durant l'estiu és atesa per un dels seus funcionaris; a l'hivern, està a càrrec del comandant de la base. Tota la correspondència dirigida a les bases xilenes i algunes d'altres països arriba a les dependències de Punta Arenas i des d'allí és remesa a la Villa Las Estrellas. Aquí, l'encarregat la classifica i distribueix via avió o helicòpter als seus destinataris. Per part seva, la correspondència que surt de les bases antàrtiques xilenes i algunes d'altres països se centralitza en aquesta base i es remet a Punta Arenas des d'on es distribueix a les diferents ciutats i països. Molts turistes aficionats a la filatèlia viatgen fins a la vila per a enviar targetes postals i cartes amb el mata-segells de l'oficina antàrtica.

- Banc: una sucursal a mode de caixa auxiliar del Banc de Crèdit i Inversions (BCI) oberta el 12 de febrer de 1985,[6] opera durant tot l'any a càrrec d'un funcionari d'aquesta entitat bancària. Els serveis allí prestats serveixen a ciutadans xilens i d'altres països, residents o que transiten per la zona i que realitzen les seves operacions financeres en forma habitual.[7]
- Biblioteca Pública Núm. 291: compta amb un significatiu nombre de llibres i revistes que estan a la disposició de qui el requereixi.
- Església: la capella catòlica "Santa María Reina de la Pau", dependent del Servei Religiós de la Força Aèria de Xile (Bisbat Castrense de Xile) és visitada pels habitants de les diverses bases de l'illa Rei Jordi.

## Comunicacions
- Telèfons: per a la base i l'aeròdrom existeix enllaç telefònic via satèl·lit; a més, per als habitants del sector hi ha un telèfon públic operat amb monedes i targetes de prepagament.

- Telefonia mòbil: des de 2005 existeix una antena de telefonia mòbil pertanyent a l'empresa xilena Entel.

- Servei d'Internet.

- Radio F.M. "Sobirania": emet en la freqüència de 90.5 MHz. Funciona durant el dia proporcionant música i informacions a totes les bases del sector. Difon també uns certs programes culturals i d'entreteniment realitzats pel personal i les seves famílies.

- Televisió: la vila compta amb una antena parabòlica fixa de 2,5 metres de diàmetre, que li permet rebre en directe, des de Santiago de Xile, el senyal dels principals canals de televisió del país, com a Televisió Nacional de Xile (Senyal 13.1 en digital des del 2024[8]) i Canal 13 (Senyal 10.1 en digital), senyals que també són captades per totes les bases estrangeres pròximes a Vila Les Estrelles. A més existeix un sistema de TV cable intern.

## Comerç i turisme

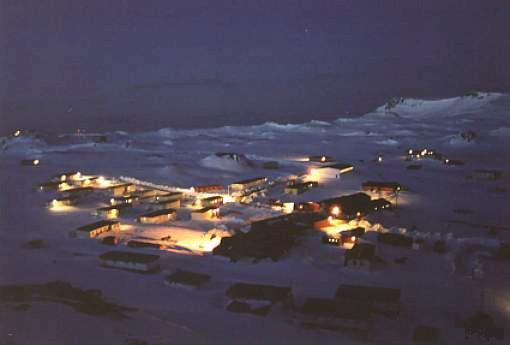
Vista nocturna de Villa Las Estrellas.

Vila Les Estrelles és actualment un dels principals centres turístics antàrtics, sent la pista de la base Tinenta Marsh utilitzada per importants empreses de turisme, les que durant tot l'any, depenent de les condicions meteorològiques i principalment a l'estiu, realitzen vols directes des de la ciutat de Punta Arenas. Entre aquestes empreses es troben Aerovías DAP, pionera en els vols turístics antàrtics, inaugurant aquest servei el 12 de febrer de 1989. Actualment compta amb un helicòpter basat en l'Antàrtica amb el qual realitza activitats turístiques en la zona, sent utilitzat també per científics, cineastes i documentalistes que la visiten.
Una altra empresa incipient en el turisme antàrtic és Victory Adventure Expeditions. Basada en Port Williams, aquesta companyia també realitza vols directes des de Punta Arenas, principalment en la temporada estiuenca (novembre a març). Posseeix també un modern helicòpter. Tenint com a centre d'operacions a la Vila Les Estrelles, realitzen visites a les bases veïnes, excursions per a l'observació de fauna antàrtica, passejos en motos de neu o visites en helicòpter a les glaceres.
Per a l'allotjament del personal de la Força Aèria, visites i científics nacionals o estrangers, la vila compta amb l'Hostatgeria "Estrella Polar", la que se situa en la rodalia de l'aeròdrom i té capacitat per a 80 persones. Va ser construïda en 1980, adquirint el seu nom actual en 1984.
Un supermercat, proveït dels aliments necessaris, és utilitzat principalment per les famílies de Villa Las Estrellas. Un petit basar per a la venda de records als turistes i personal de les bases científiques que retornen als seus respectius països és administrada per algunes de les senyores de la vila; el producte de les vendes és a benefici del Consell Nacional de Protecció a l'Ancianitat (Conapran).
Per als amants dels esports hivernals la vila compta amb un andarivel d'arrossegament de cent metres de llarg que permet desenvolupar activitats d'esquí en la rodalia de la base.

## Clima
| Paràmetres climàtics mitjans de Villa Las Estrellas, Antàrtida xilena                    | Paràmetres climàtics mitjans de Villa Las Estrellas, Antàrtida xilena | Paràmetres climàtics mitjans de Villa Las Estrellas, Antàrtida xilena | Paràmetres climàtics mitjans de Villa Las Estrellas, Antàrtida xilena | Paràmetres climàtics mitjans de Villa Las Estrellas, Antàrtida xilena | Paràmetres climàtics mitjans de Villa Las Estrellas, Antàrtida xilena | Paràmetres climàtics mitjans de Villa Las Estrellas, Antàrtida xilena | Paràmetres climàtics mitjans de Villa Las Estrellas, Antàrtida xilena | Paràmetres climàtics mitjans de Villa Las Estrellas, Antàrtida xilena | Paràmetres climàtics mitjans de Villa Las Estrellas, Antàrtida xilena | Paràmetres climàtics mitjans de Villa Las Estrellas, Antàrtida xilena | Paràmetres climàtics mitjans de Villa Las Estrellas, Antàrtida xilena | Paràmetres climàtics mitjans de Villa Las Estrellas, Antàrtida xilena | Paràmetres climàtics mitjans de Villa Las Estrellas, Antàrtida xilena |
| Mes                                                                                      | Gen.                                                                  | Feb.                                                                  | Mar.                                                                  | Abr.                                                                  | Mai.                                                                  | Jun.                                                                  | Jul.                                                                  | Ago.                                                                  | Set.                                                                  | Oct.                                                                  | Nov.                                                                  | Des.                                                                  | Anual                                                                 |
| ---------------------------------------------------------------------------------------- | --------------------------------------------------------------------- | --------------------------------------------------------------------- | --------------------------------------------------------------------- | --------------------------------------------------------------------- | --------------------------------------------------------------------- | --------------------------------------------------------------------- | --------------------------------------------------------------------- | --------------------------------------------------------------------- | --------------------------------------------------------------------- | --------------------------------------------------------------------- | --------------------------------------------------------------------- | --------------------------------------------------------------------- | --------------------------------------------------------------------- |
| Temperatura màxima registrada °C (°F)                                                    | 13,0 (55,4)                                                           | 9,2 (48,6)                                                            | 8,3 (46,9)                                                            | 5,9 (42,6)                                                            | 4,6 (40,3)                                                            | 4,2 (39,6)                                                            | 5,0 (41)                                                              | 3,8 (38,8)                                                            | 4,4 (39,9)                                                            | 4,4 (39,9)                                                            | 6,0 (42,8)                                                            | 8,2 (46,8)                                                            | 13,0 (55,4)                                                           |
| Temperatura mínima registrada °C (°F)                                                    | 2,7 (36,9)                                                            | 2,9 (37,2)                                                            | 2,2 (36)                                                              | 0,6 (33,1)                                                            | −0,8 (30,6)                                                           | −1,5 (29,3)                                                           | −0,9 (30,4)                                                           | −2,2 (28)                                                             | −1,3 (29,7)                                                           | −0,8 (30,6)                                                           | 0,0 (32)                                                              | 2,1 (35,8)                                                            | 0,3 (32,5)                                                            |
| Temperatura diària màxima °C (°F)                                                        | 2,7 (36,9)                                                            | 2,9 (37,2)                                                            | 2,2 (36)                                                              | 0,6 (33,1)                                                            | −0,8 (30,6)                                                           | −1,5 (29,3)                                                           | −0,9 (30,4)                                                           | −2,2 (28)                                                             | −1,3 (29,7)                                                           | −0,8 (30,6)                                                           | 0,0 (32)                                                              | 2,1 (35,8)                                                            | 0,3 (32,5)                                                            |
| Temperatura diària mínima °C (°F)                                                        | 1,5 (34,7)                                                            | 1,6 (34,9)                                                            | 0,4 (32,7)                                                            | −1,7 (28,9)                                                           | −3,8 (25,2)                                                           | −5,5 (22,1)                                                           | −6,5 (20,3)                                                           | −6,5 (20,3)                                                           | −4,5 (23,9)                                                           | −2,6 (27,3)                                                           | −1,0 (30,2)                                                           | 0,6 (33,1)                                                            | −2,3 (27,9)                                                           |
| Precipitació total mm (polzades)                                                         | 53,8 (2,1)                                                            | 52,3 (2,1)                                                            | 52,5 (2,1)                                                            | 46,6 (1,8)                                                            | 31,0 (1,2)                                                            | 29,2 (1,1)                                                            | 32,2 (1,3)                                                            | 34,5 (1,4)                                                            | 42,0 (1,7)                                                            | 47,7 (1,9)                                                            | 41,0 (1,6)                                                            | 30,1 (1,2)                                                            | 492,9 (19,4)                                                          |
| Font: Dirección Meteorológica de Chile (temperature data:1970-2004, all other 1990-2000) |                                                                       |                                                                       |                                                                       |                                                                       |                                                                       |                                                                       |                                                                       |                                                                       |                                                                       |                                                                       |                                                                       |                                                                       |                                                                       |

## Activitats culturals i esportives
Un modern gimnàs ofereix facilitats per a la pràctica del tennis, babyfútbol, básquetbol i vóleibol. Disposa de màquines d'exercicis, taules de ping pong, cambrils i sauna. És utilitzat a més per a activitats culturals i xerrades de tipus científic.
El 17 de març de 2007, es va dur a terme en el gimnàs de Villa Las Estrellas, el primer "Festival del Cantar Antàrtic", organitzat per personal antàrtic de la Força Aèria de Xile, científics i familiars, en el marc dels festejos del *septuagésimoséptimo aniversari de la FACH. El festival va comptar amb la participació de delegacions de les diferents bases del sector: Great Wall de la Xina, King Sejong de Corea del Sud, Bellingshausen de Rússia i Artigas de l'Uruguai. El festival va comptar amb "artistes antàrtics" que van concursar pels premis oferts i també amb grups que van participar fora de concurs, oferint un atractiu xou amb una bona dosi de varietat, colorit i bon humor.
Des de 1999, el mes de febrer, es realitza la "Marató Antàrtica", que en les seves edicions de marató i mitjana marató uneix les bases xilena President Frei, Gran Muralla de la Xina, Bellingshausen de Rússia i Artigas de l'Uruguai. Corredors no sols representants de les bases antàrtiques, sinó que també atletes que van viatjar a aquest efecte des d'altres continents han participat d'aquests esdeveniments.

## Ubicació geogràfica

Illa Rei Jordi.

Aquesta vila està situada en l'àrea de la península Antàrtica, en la badia Fildes de l'illa Rei Jordi (o 25 de Maig) en la zona de reclamació xilena en l'Antàrtica, en 62° 12′ 02″ S, 58° 57′ 50″ O / 62.20056°S,58.96389°O.
Aquesta remota ubicació dins del planeta li dona la particularitat que la durada dels dies i les nits sigui molt variable dins de l'any. El dia més llarg és el 25 de desembre, en què el sol surt a les 3.00 i es posa a les 22.51, hora local i de Santiago de Xile (GMT-3); mentre que el dia més curt és el 23 de juny, en què el sol treu el cap a les 09.26 i s'oculta a les 14.29, hora local i de Santiago de Xile (GMT-4).
Es va derogar el fus horari GMT -4 el 14 de maig de 2017 amb la creació del fus horari de la regió de Magallanes i antàrtica xilena GMT -3 permanent durant tot l'any.